# Discovery Trip
Discovery Trip är ett musikalbum från 1989 av den nederländska syntmusikgruppen Laserdance.

## Låtlista
| A1 |  | Cosmo Tron (Remix) | 4:47 |
| A2 |  | Trip to Destroy    | 4:59 |
| A3 |  | Endless Dream      | 4:47 |
| A4 |  | Brain Mission      | 6:10 |
| B1 |  | Discovery Trip     | 5:28 |
| B2 |  | Flying Planet      | 6:50 |
| B3 |  | Electro Based      | 5:55 |
| B4 |  | Time Zone          | 5:09 |